# Clarence von Rosen
 Der er for få eller ingen kildehenvisninger i denne artikel, hvilket er et problem. Du kan hjælpe ved at angive troværdige kilder til de påstande, som fremføres i artiklen.

Grev Carl Clarence von Rosen (født 12. maj 1867 i Stockholm, død 12. august 1955) var en svensk atlet, militær officer og Hovstallmästare til den svenske konge. Han blev medlem af Den Internationale Olympiske Komité i 1900 og krediteres for at genindføre hestesport ved sommer-OL, efter at sportsgrenen blev opgivet ved OL i 1904. Han deltog aktivt i mange sportsgrene, såsom bandy (som han introducerede til Sverige), ishockey, fodbold og tennis.
I 1900 grundlagde han sportsavisen Nordiskt Idrottslif, som blev den førende sportsavis i Sverige.
Von Rosen var bror til grev Eric von Rosen. I løbet af 1930'erne spillede Clarence og hans bror en ledende rolle i den svenske pronazistiske bevægelse Samfundet Manhem.
Von Rosen var den første formand for Sveriges fodboldforbund. Til hans ære blev mestrene i svensk fodbold hvert år mellem 1904 og 2000 tildelt "von Rosens pokal". Men i 2000, efter genopdagelsen af (det var en nyhed i begyndelsen af 1920'erne), at han havde været aktiv i nazistiske kredse, og at Eric von Rosens hustrus søster havde giftet sig med den senere berygtede tyske nazileder Hermann Göring, mens denne boede i Sverige, blev trofæet erstattet af Lennart Johanssons Pokal.